# Molophilus (Molophilus) magellanicus
Molophilus (Molophilus) magellanicus is een tweevleugelige uit de familie steltmuggen (Limoniidae). De soort komt voor in het Neotropisch gebied.